# Iguaçu (rivier in Rio de Janeiro)
De Iguaçu is een 43 kilometer lange rivier in de Braziliaanse deelstaat Rio de Janeiro. 

## Naam
Het woord "Iguaçu" komt uit het Tupi en betekent "grote rivier". Het is een samenstelling van de woorden 'y (rivier of water) en gûasu (groot). De stad Nova Iguaçu is naar de rivier vernoemd.

## Verloop
De Iguaçu ontspringt in het district Tingua van de gemeente Nova Iguaçu in de Serra do Tinguá. De rivier stroomt door drie gemeenten en in Nova Iguaçu onder meer langs het plaatsje Adrianópolis. Daarna stroomt de rivier zuidoostwaarts en vormt ze eerst de grens tussen Duque de Caxias en Nova Iguaçu, vervolgens die tussen Duque de Caxias en Belford Roxo, om ten slotte verder te gaan door het grondgebied van Duque de Caxias. De rivier mondt uit in het noorden van de Baai van Guanabara.

### Zijrivieren
Zijrivieren van de Iguaçu zijn de Tinguá, de Pati, de Capivari (alle drie rechts), de Botas en de Sarapuí (allebei links).